# Yvette Guilbert
Pour les articles homonymes, voir Guilbert.
Emma Laure Esther Guilbert, dite Yvette Guilbert, née le 20 janvier 1865 à Paris et morte le 3 février 1944 à Aix-en-Provence, est une chanteuse française de café-concert, parolière, actrice, autrice et metteuse en scène.

## Biographie

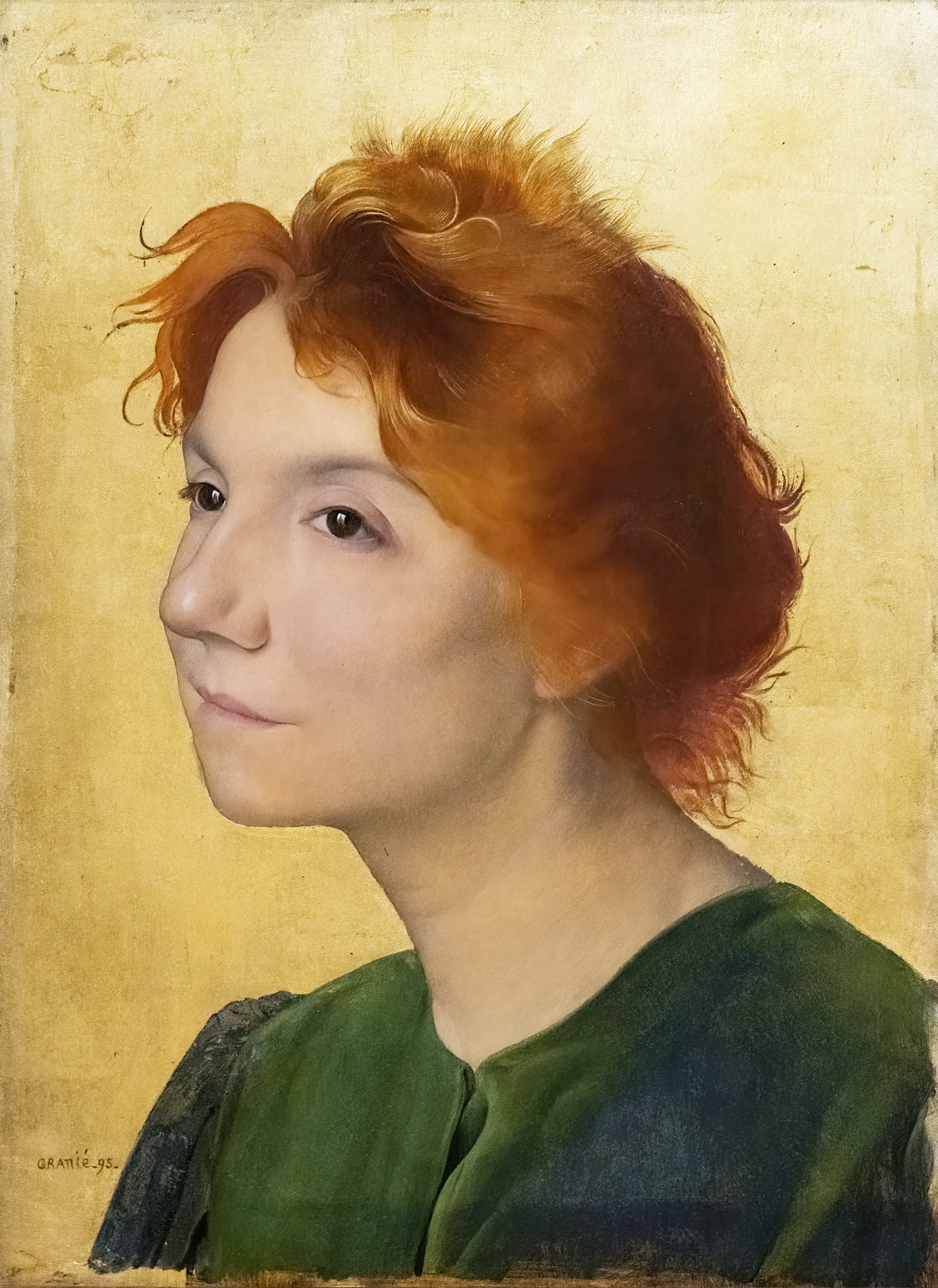
Par Joseph Granié 1895 - Musée d'Orsay.

Née le 20 janvier 1865, rue du Temple dans le 3e arrondissement de Paris, Yvette Guilbert est issue de l'union d'Hippolyte Guilbert, brocanteur et patron d'une fabrique de confection normand, et d'Albine Hermance Julie Lubrez, chapelière belge.
En 1873 ou 1874, elle est demi-pensionnaire à la pension Couard au 32 de la chaussée de l’Étang à Saint-Mandé (où sa mère tenait boutique). D'où aujourd'hui, une salle Yvette Guilbert, 4 avenue Pasteur.
En 1881, après six mois passés dans un atelier de couture, elle entre comme vendeuse aux grands magasins Le Printemps du boulevard Haussmann à Paris.
En 1885, elle suit des cours d'art dramatique. Elle se révèle « timide à la ville et audacieuse à la scène », comme elle le rapporte elle-même, fait ses premiers pas au théâtre des Bouffes du Nord, puis passe au théâtre de Cluny. Fin 1885, Yvette Guilbert rencontre Charles Zidler, directeur de l'Hippodrome et créateur du cabaret parisien Moulin Rouge.
En 1887, elle entre au théâtre des Nouveautés, où elle a notamment un petit rôle dans une pièce de Feydeau. L'année suivante, elle passe au théâtre des Variétés, où, là encore, elle n'a que de petits rôles. Elle décide alors de se tourner vers la chanson et le café-concert.
Ses débuts sont difficiles, elle est très critiquée et récolte plus de sifflets que d'applaudissements. Elle épouse le 22 juin 1897 à Paris (17e arrondissement) Max Schiller (17 juillet 1861, Jassy - 1946 ou après), un chimiste d'origine roumaine naturalisé américain.

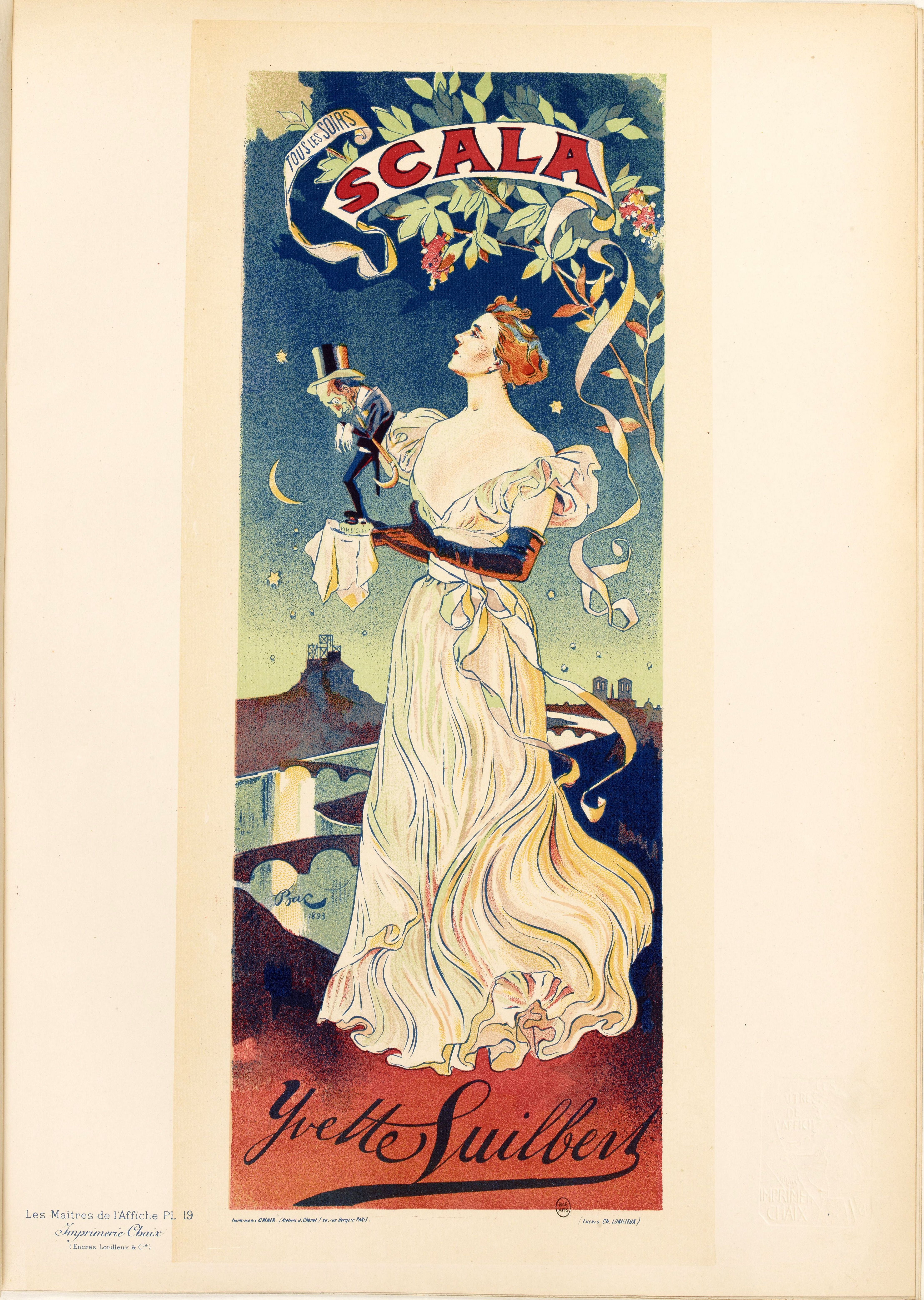
Affiche de Ferdinand Bac publiée dans Les Maîtres de l'affiche.

Elle tient les premiers rôles dans l'opérette Le Moulin de la galette d'Alphonse Allais et Jules Desmarquoy en 1888, puis en 1890 dans la revue légère de George Auriol et Narcisse Lebeau, Pourvu qu'on rigole, que donne le Divan japonais, café chantant de la rue des Martyrs dirigé par Jehan Sarrazin, où elle se produit régulièrement jusqu'en 1892. Elle se produit aussi au Concert parisien en 1892 dans la revue de fin d'année Cligne en haut ! Cligne en bas ! d'Adrien Vély et Halévy,. Sarrazin, son directeur artistique, la surnomme la diseuse fin de siècle, car elle a l'habitude d'entrecouper ses chansons de phases parlées.

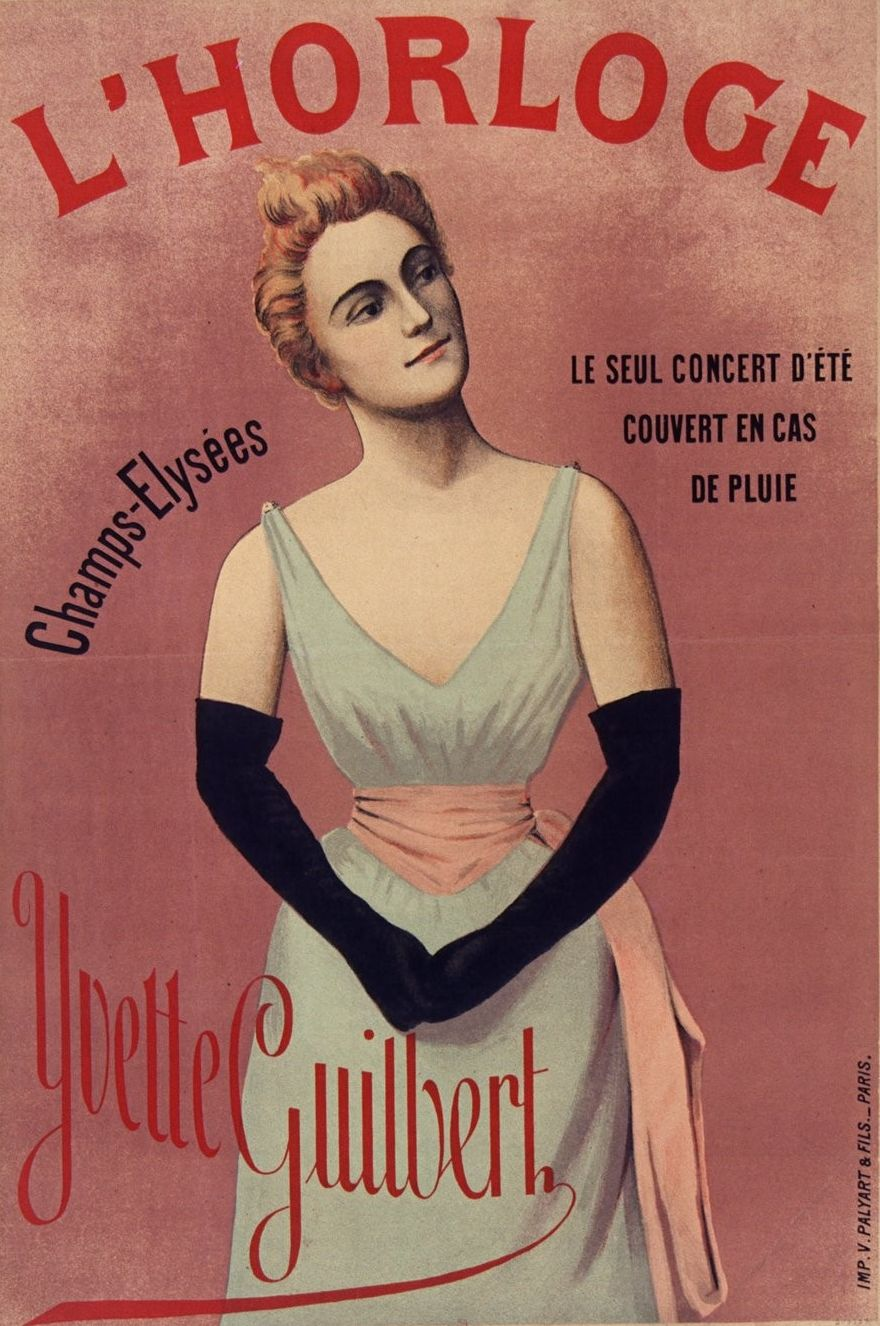
L'Horloge. Champs-Élysées (1890).

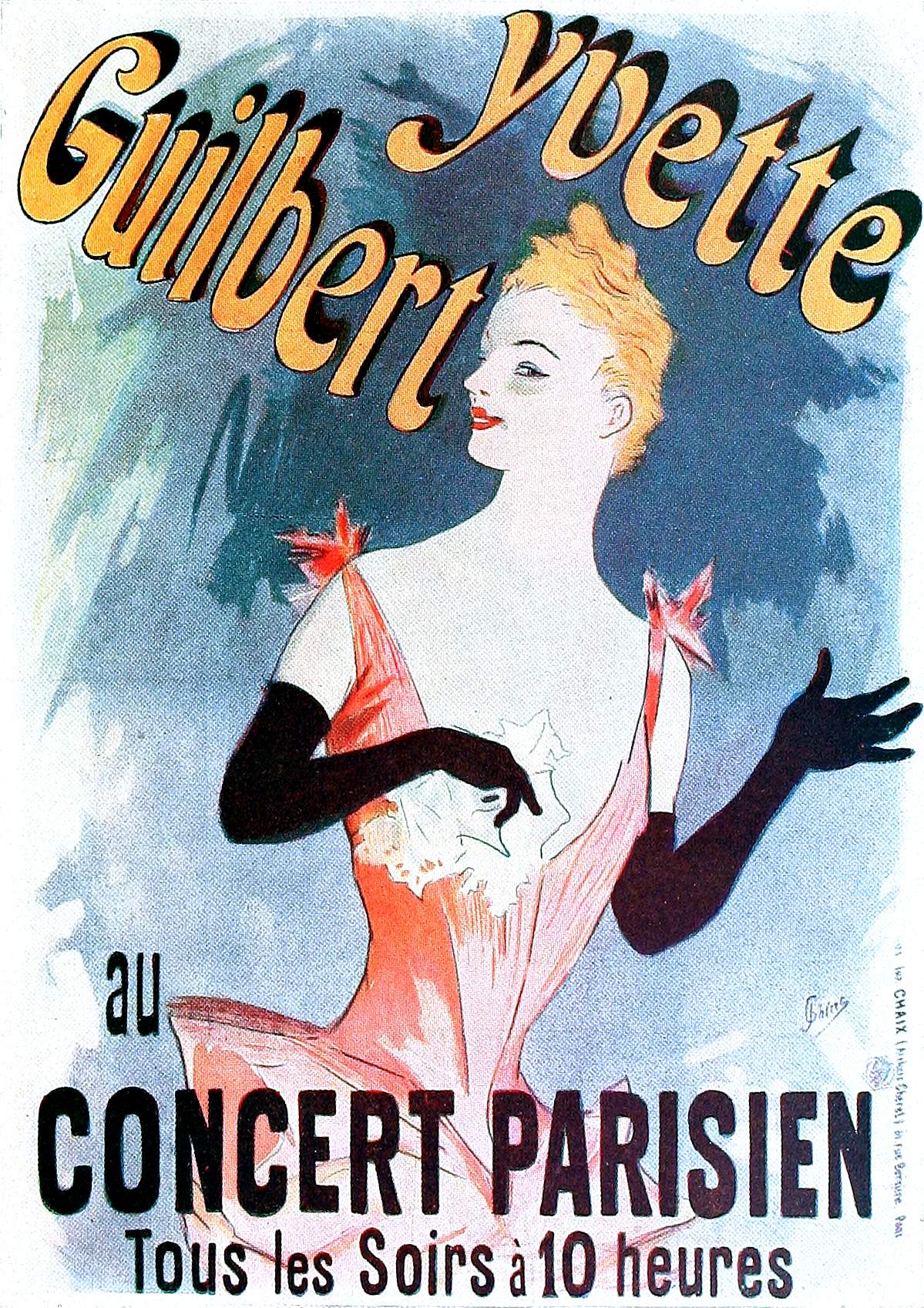
Yvette Guilbert au Concert parisien en 1891, par Jules Chéret.

Entre-temps, en 1889, elle obtient un engagement à l'Eldorado, qu'elle quitte presque aussitôt pour entrer à l'Éden-Concert, mais ne parvient toujours pas à se faire un nom. elle se produit aussi à L'Horloge, 1890.
En 1889, Freud, présent au premier congrès international de l'hypnotisme du 8 au 12 août, vient l'écouter à l'Eldorado sur les conseils de Mme Charcot. Par la suite, Freud affichera dans son bureau une photo dédicacée par elle et ils entretiendront une correspondance assez soutenue,. Ceci malgré leur divergence à propos de l'affaire Dreyfus. En effet, elle était antidreyfusarde. Elle interprète de nombreuses chansons de Paul de Kock. En février 1891, Marcel Proust lui consacre son premier article dans Le Mensuel.

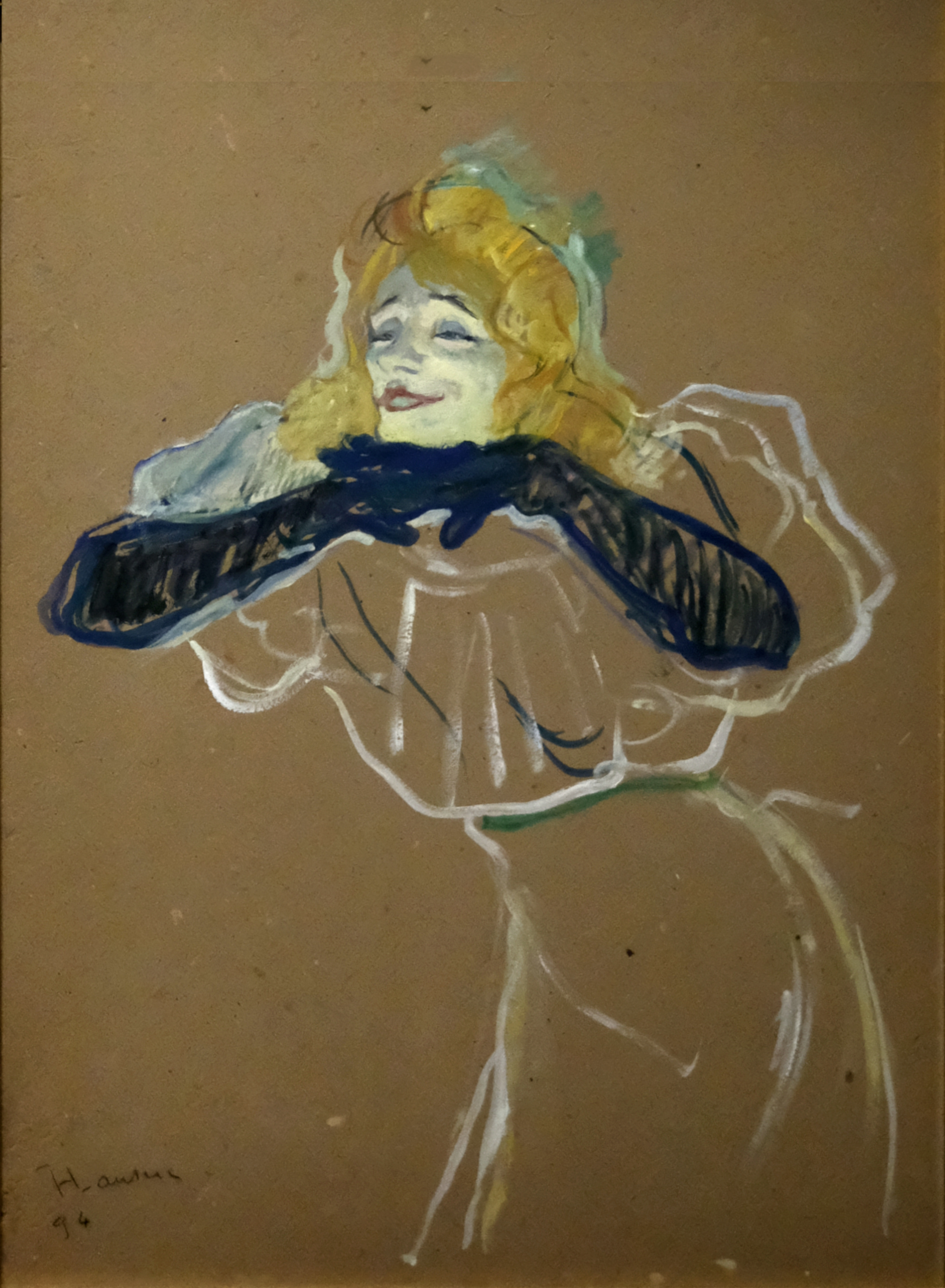
Yvette Guilbert chantant, Henri de Toulouse-Lautrec, Paris, 1894 (musée Pouchkine - ex collection Mikhail Morozov).

L'été 1892, elle chante à Liège, puis à Bruxelles et est enfin ovationnée. Elle est même surprise du succès d'une chanson légère de sa composition intitulée La Pocharde. À son retour, pour sa rentrée  parisienne, elle demande une augmentation à l'Éden-Concert, et face au refus, elle rompt — à grands frais — son contrat puis obtient un engagement au Moulin Rouge qu'elle doit à la confiance de Charles Zidler. Henri-Julien Dumont exécute une affiche la représentant en 1893 pour sa revue aux Ambassadeurs (« l'affiche au chat »).
Atteinte d'une grave maladie à partir de 1896, elle rompt tous ses contrats, en pleine gloire, et sans regrets, en 1900. La même année, elle se fait édifier boulevard Berthier à Paris, par l'architecte Xavier Schoellkopf, un hôtel particulier, aujourd'hui détruit. Pendant cette période, elle se constitue un nouveau répertoire de chansons anciennes. Pour cela, elle se documente très sérieusement et effectue des recherches dans différentes bibliothèques. Elle adapte et traduit plusieurs textes du théâtre médiéval (en français, en anglais et en latin), dont les drames édités par Edmond de Coussemaker, ainsi que le Miracle de Pierre le changeur,  La Guerre et le débat entre la langue, les membres et le ventre de Jean de Salisbury traduit par Jehan d'Abundance. Elle adapte également Les Goinfres, pièce en 2 actes et 8 tableaux, d'après La Condamnation de Banquet de Nicolas de La Chesnaye.

Mais en 1906, elle finit par remonter sur scène, au Carnegie Hall de New York, et renoue même avec le théâtre dans une pièce de Madame de Gardilanne (qui signe sous le pseudonyme de Jean Hinx) et Edmond Guiraud (L'Eau Trouble) au Théâtre royal du Parc, puis au Casino de Nice en 1913, mais avec un répertoire tout à fait nouveau, composé de chansons plus littéraires, comportant ses reprises de poésies anciennes et modernes, ainsi que des chansons du Moyen Âge et de l'Ancien Régime. Elle enseigne et fonde une école, et donne des conférences-concerts. Selon la chercheuse Juliette Riedler, en mettant à jour tout un répertoire de chansons folkloriques françaises, elle fait un véritable "travail d'exhumation de l'histoire de la chanson" et inscrit la chanson populaire dans une histoire de l'art musical. Elle sera également "un jalon dans l'histoire de la chanson", "une figure de passage entre le XIXe et le XXe, entre la diseuse et la chanteuse réaliste", inspirant Piaf et Fréhel.

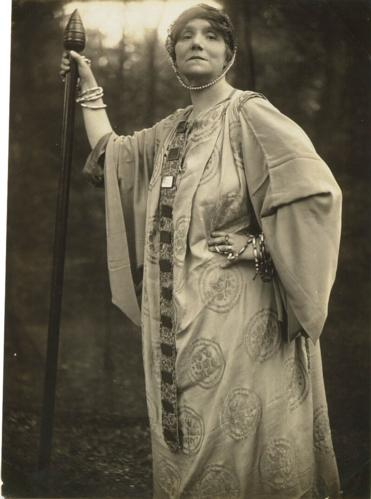
Photographie par Alice Boughton.

Elle regagne la France en 1922 et fonde le "Théâtre religieux du Moyen âge" avec l'aide de Joseph Bédier et Gustave Cohen. Elle donne plusieurs représentation de cette production sur la scène du  théâtre privé dite "salle byzantine" de la comtesse Martine de Béhague, devant tout le clergé parisien dont Mgr Jouin, prélat du pape.
Elle consacre la fin de sa vie aux grandes salles d'Europe et d'Amérique, avec pour pianiste Irène Aïtoff (1904-2006). Parallèlement, elle ouvre une école de chant à Bruxelles, tourne dans quelques films, rédige des chroniques, fait de la mise en scène, anime des émissions de radio et écrit des livres.

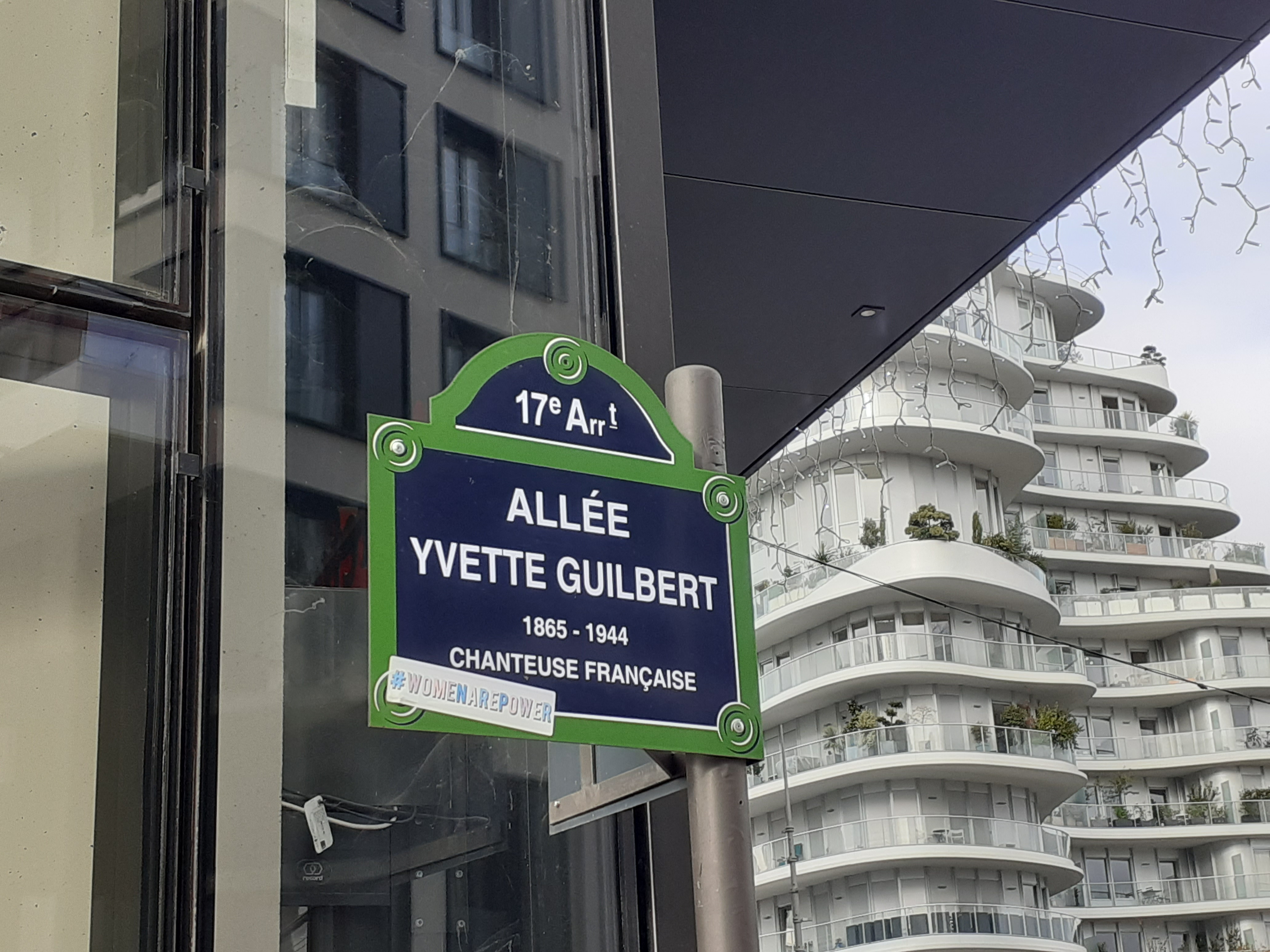
Allée Yvette Guilbert, dans le quartier des Batignolles, dans le.

En 1933, elle écrit et met en scène une comédie musicale, en trois tableaux, Madame Chiffon, marchande de frivolités, qui est créée à la Salle Pleyel (le 3 avril pour la presse et le 4 avril pour le public). Une représentation devant les professionnels eut lieu le 31 mars),. Elle sera reprise l'année suivante à la salle des Annales. La musique est composée par Fernand Raphaël. Yvette Guilbert souhaitait mettre en scène un rôle de femme âgée, mais toujours galante et pleine de vie, inspirée de sa grand-mère : "Tiens, voici, pour moi, l'occasion de reconstituer une de ces femmes peut-être hurluberlues en apparence mais au fond pleines de bon sens, âgées sans doute, mais charmantes, toujours dotées des choses fraîches que le temps et l'expérience fanent si vite chez les moins bien douées (...) J'ai pris plaisir à soigner ce rôle d'aïeule galante mais de belle santé". Ne trouvant pas d'actrice pour le rôle-titre, elle l'interpréta elle-même ("Comme aujourd'hui les actrices se refusent la fierté d'avouer leur âge, j'ai dû accepter de l'interpréter moi-même, ce dont je suis ravie !"). Le reste de la distribution comprenait : Renée Camia, José Delaquerrière, Henri Dangès, et Jacques Derives. La pièce fut précédée d'un prologue, publié dans la revue Comoedia le 27 mars (en ligne). Malgré le succès critique,, aucun directeur de théâtre ne la programma.
Yvette Guilbert a enregistré des chansons pendant presque quarante ans, ce qui nous vaut de nombreux enregistrements conservés, du début du cylindre commercialisé aux disques enregistrés électriquement.

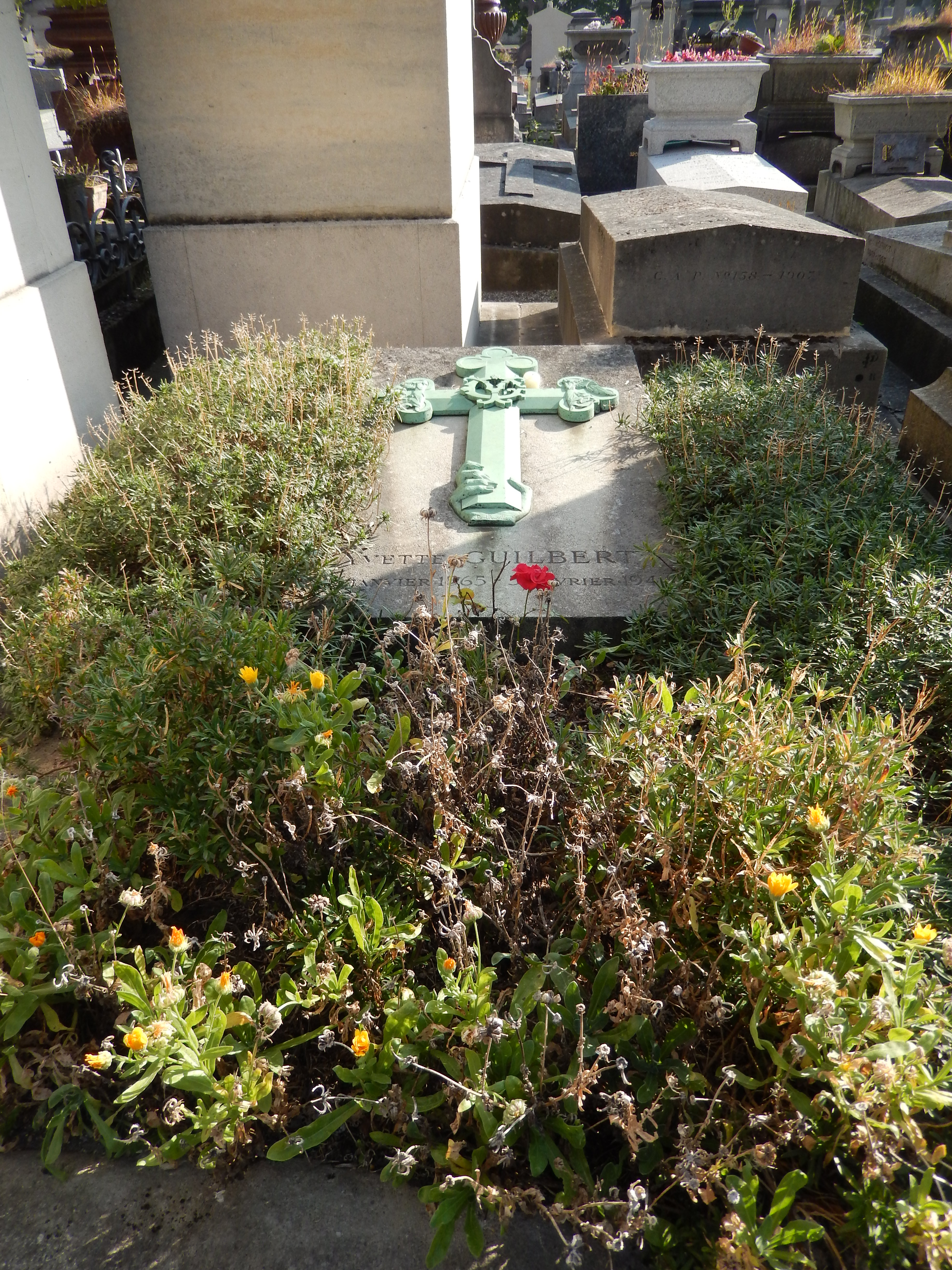
Tombe d'Yvette Guilbert au cimetière du Père-Lachaise (division 94).

De 1931 ou avant à 1938 ou peu après, elle habite au 120, rue de Courcelles (nombreuses lettres). Pendant la guerre, elle descend dans le sud pour protéger son mari qui était juif.
Yvette Guilbert meurt le 3 février 1944 à Aix-en-Provence. D'abord inhumés dans cette ville, ses restes sont transférés en octobre 1946 dans le cimetière du Père-Lachaise (94e division).
Une allée Yvette Guilbert a été inaugurée en février 2018 dans le 17e arrondissement de Paris, à proximité de l'allée Barbara, artiste souvent comparée à Yvette Guilbert.

## Évocation
« Je déjeunais de temps à autre chez Mme Louis Stern avec Mme Réjane et Mme Yvette Guilbert qui chantait de vieilles chansons françaises et composait des rondes pour enfants. Elle était une dame âgée, très digne, habillée d'une robe de chantilly noir. »

— Gabriel-Louis Pringué, 30 ans de dîners en ville, éditions Revue Adam, 1948

## Distinctions
- Chevalier de la Légion d'honneur (1932)[25].

## Hommages
- Un cratère vénusien, Guilbert, est ainsi nommé en son honneur[26].

## Filmographie
- 1896 : On the Calais Steamboat

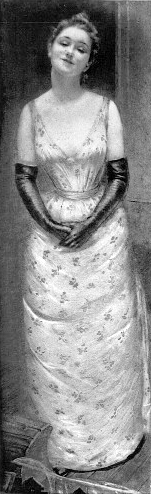
Portrait par André Sinet.

- 1924 : Les Deux Gosses de Louis Mercanton - Film tourné en 8 épisodes -
- 1926 : Faust, une légende allemande de Friedrich Wilhelm Murnau - Marthe
- 1926 : Die lachende Grille de Frederic Zelnik - la vieille Fadette, sa grand-mère
- 1928 : L'Argent de Marcel L'Herbier - La Méchain
- 1933 : Les Deux Orphelines de Maurice Tourneur - La Frochard
- 1933 : Pêcheur d'Islande de Pierre Guerlais - La grand-mère Mohan
- 1936 : Faisons un rêve de Sacha Guitry - Elle-même, en invitée au prologue

### Chansons filmées
- 1904 : Berceuse verte
- 1904 : Le Fiacre
- 1904 : Les Vierges
- 1929 : L'argent vous fait tout faire réalisation anonyme
- 1929 : C'est le mai de Jacques-Bernard Brunius
- 1931 : Le Cycle du vin réalisation anonyme
- 1931 : Voici le printemps de Louis Mercanton

### Courts métrages
- 1919 : An Honorable Cad de George Terwilliger
- 1929 : Bluff de Georges Lacombe
- 1929 : Le Manque de mémoire d'Henri Chomette
- 1931 : En zinc sec de Louis Mercanton
- 1931 : La Mère Bontemps réalisation anonyme
- 1932 : La Dame d'en face de Claude Autant-Lara
- 1932 : Laissez faire le temps - réalisation anonyme

### Documentaires
- 1929 : Autour de l'argent de Jean Dréville, moyen métrage
- 1932 : Pêcheurs belges en Islande de Fernand Rigot

## Publications
- Comment on devient une étoile, monologue, Paul Dupont éd., 1893.
- Gustave Geffroy, Yvette Guilbert, album illustré par Toulouse-Lautrec, édité par André Marty, 1894.
- Louis de Robert, The Eternal Enigma, The Judge Publishing co., New York, 1897. (préface)
- La Vedette, H. Simonis Empis, 1902, réédition en 1910 et 1987.
- Les Demi-Vieilles, Félix Juven, 1902.
- Légendes dorées, épisodes de la vie de Jésus recueillis et reconstitués par Yvette Guilbert, 1914.
- The Virgin and the Devil, New York : Y. Guilbert, 1917.
- La Chanson de ma vie : mes mémoires, Grasset, 1927.
- L'Art de chanter une chanson, Grasset, 1928.
- La Passante émerveillée, Grasset, 1929.
- Mes lettres d'amour, Denoël et Steele, 1933.
- Madame Chiffon, marchande de frivolités, comédie musicale, créée à la Salle Pleyel, 1933.
- Autres temps, autres chants, Robert Laffont, 1945.

yvette
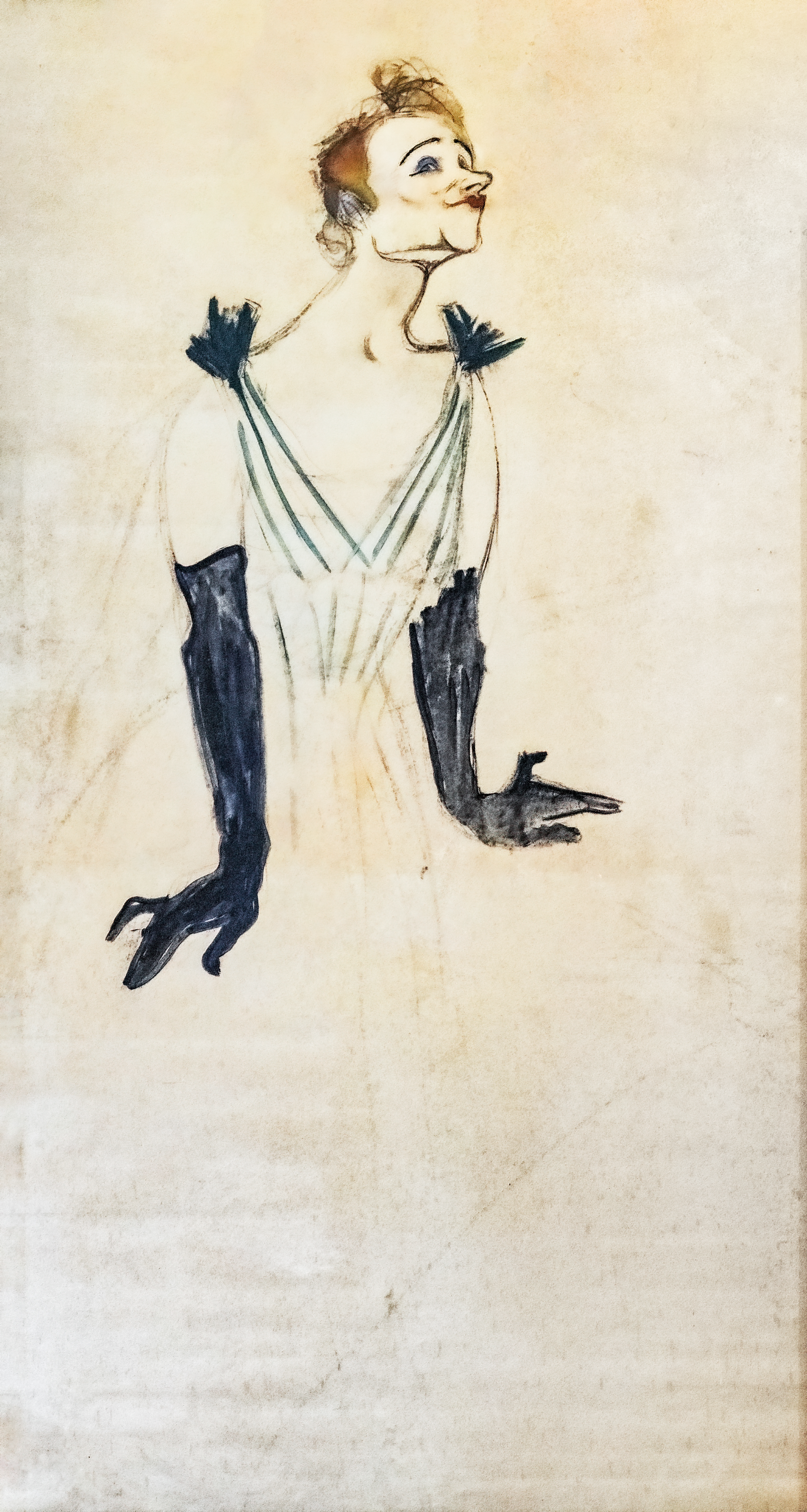
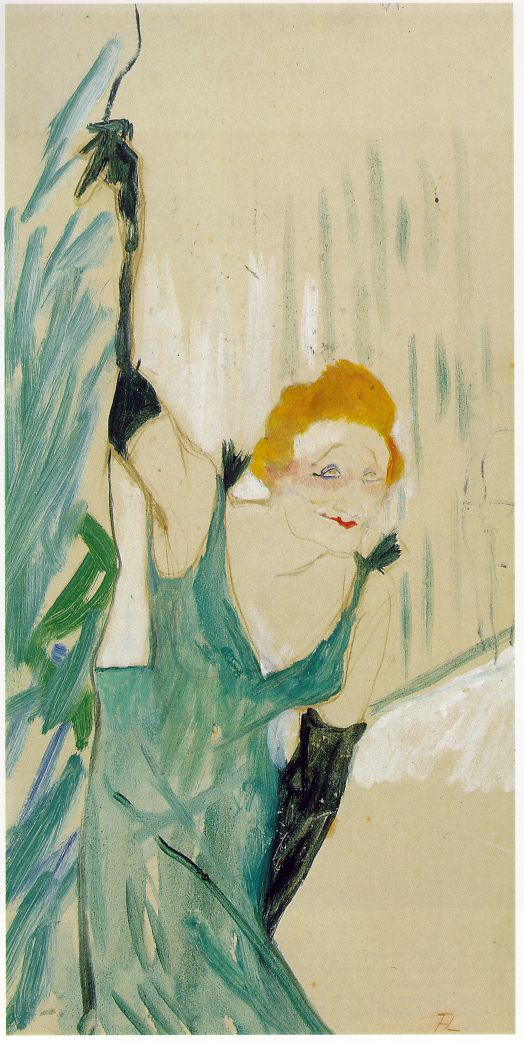
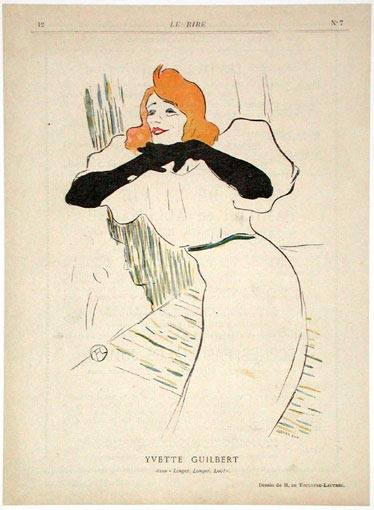
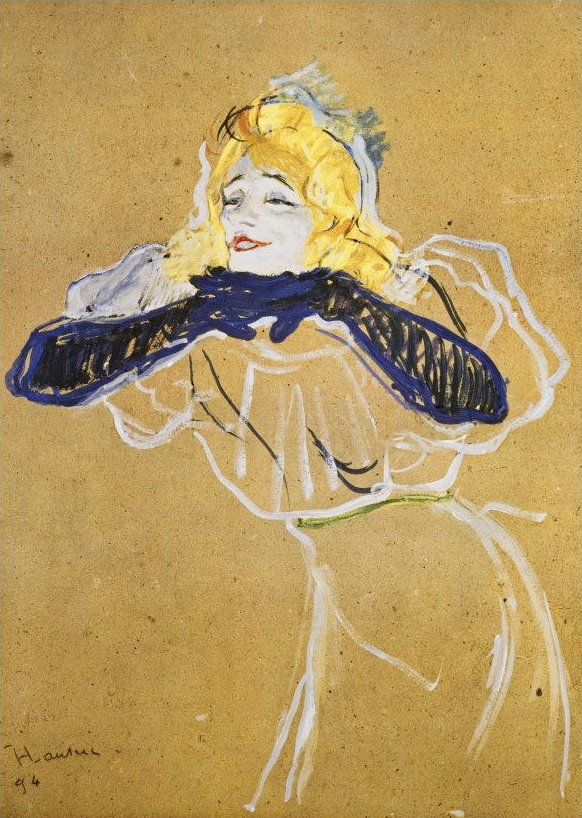
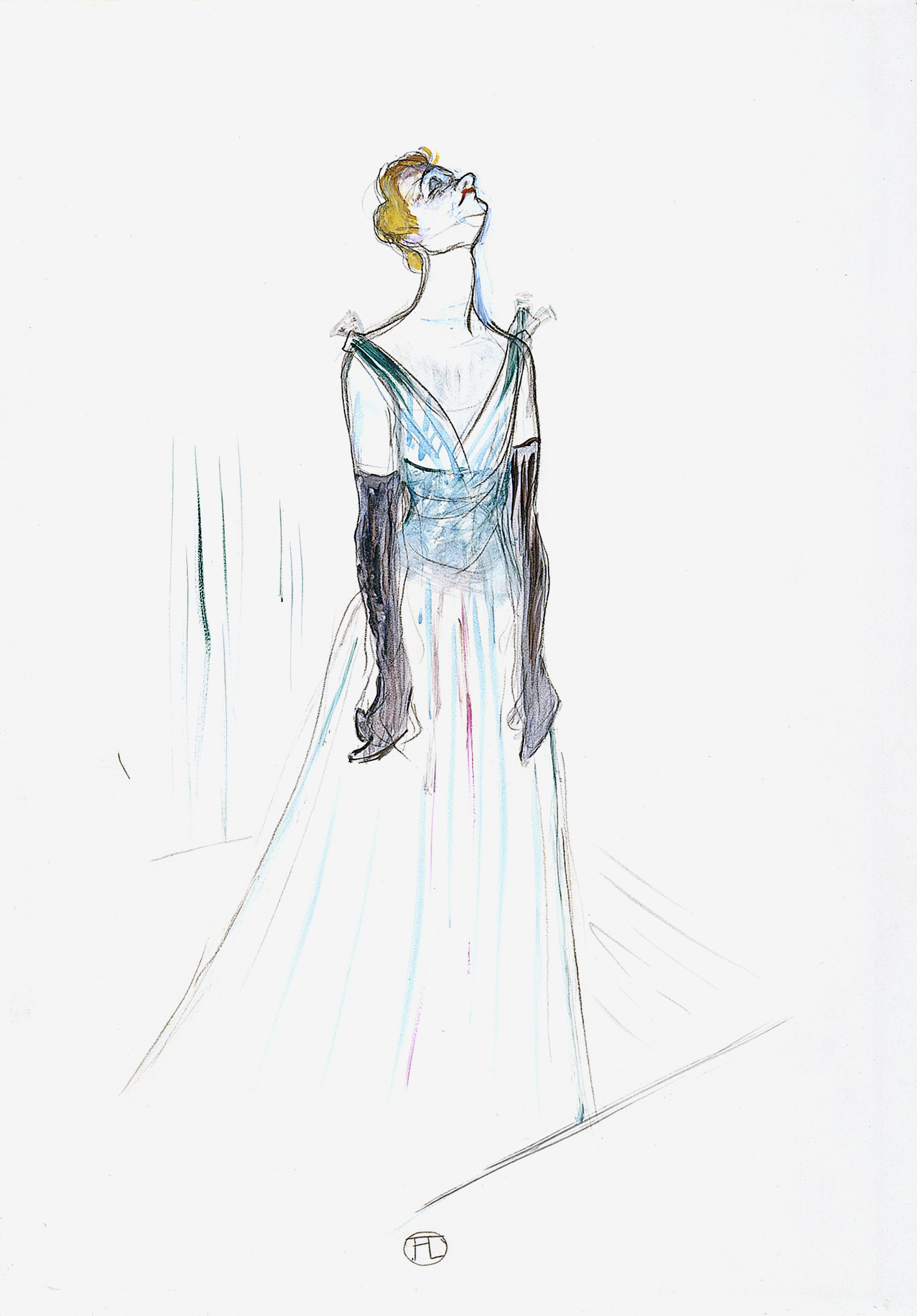

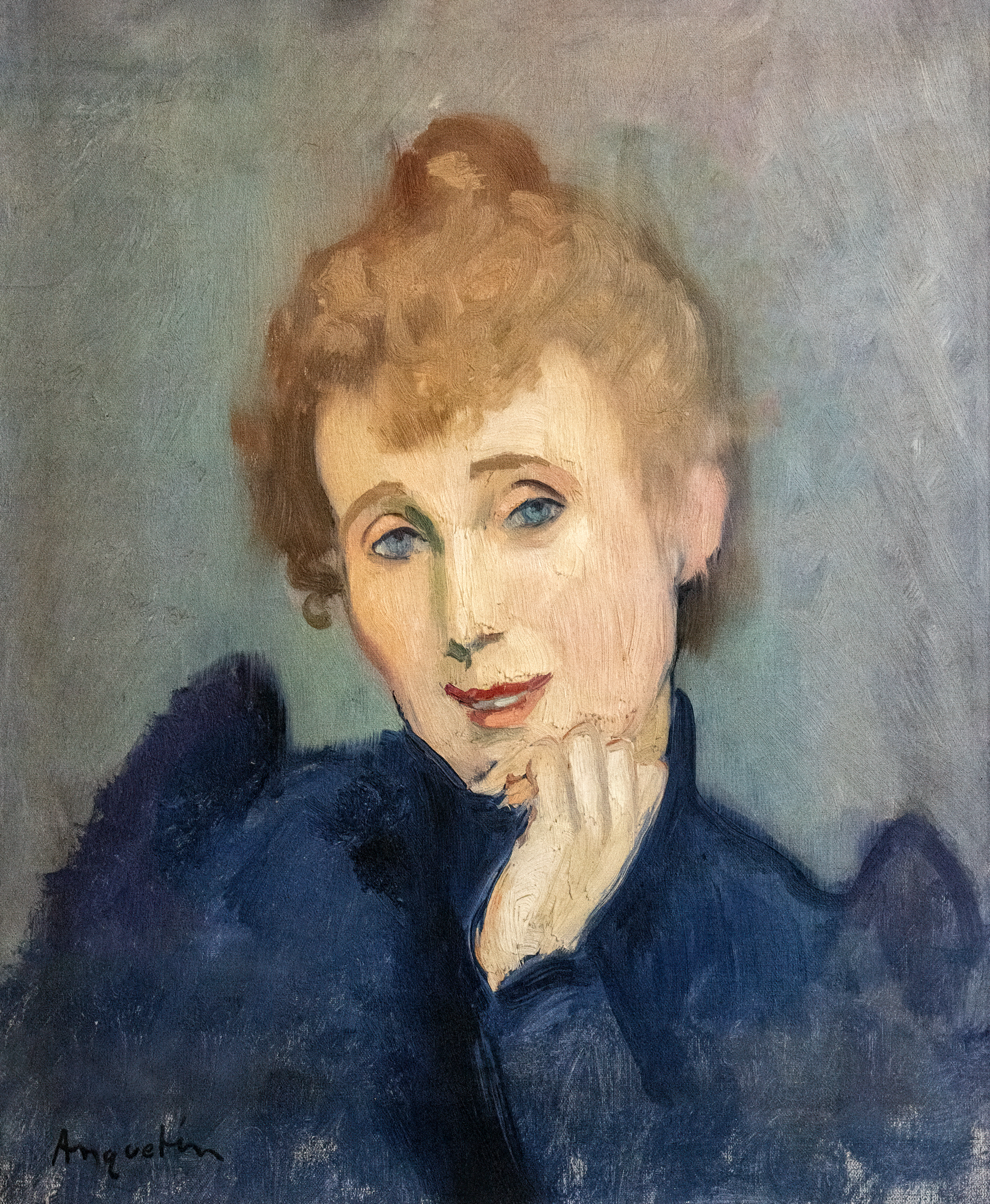
1893 par Louis Anquetin.
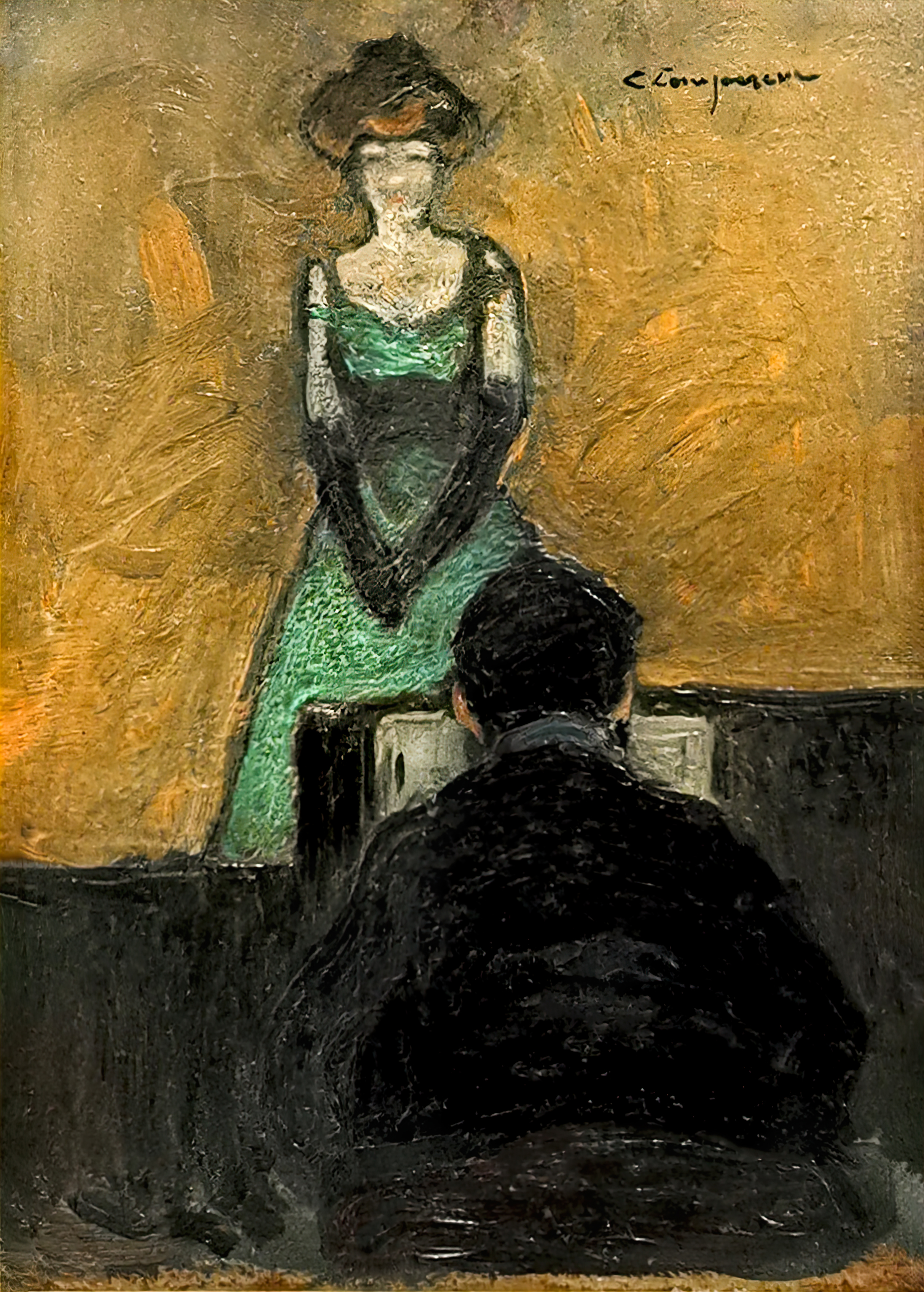
Par Edmond Lempereur (1895-1900).
Par Louis Lucien Faure-Dujarric